# Hiperrealisme
L'Hiperrealisme o és un moviment artístic sorgit als Estats Units als anys 1970. Es caracteritza pel retorn a l'art figuratiu i a la representació de la realitat, en contraposició a l'art abstracte i conceptual de moda en aquell temps.
Les arrels de l'hiperrealisme es troben al pop-art, del que prenen la banalitat temàtica, en escenes quotidianes i intranscendents. Els hiperrealistes eliminen el rastre del mateix artista a l'obra, amb una tècnica depurada i preciosista. S'inspiren habitualment en la fotografia, que moltes vegades utilitzen com a suport, pintant els quadres damunt de projeccions fotogràfiques. També utilitzen la retícula per a traspassar les imatges al quadre amb la màxima fidelitat. Solen treballar en formats grans, cobrint la pintura amb pinzell o pistola.
Com a pintors hiperrealistes destaquen Chuck Close, Robert Cottingham, Richard Estes, Don Eddy, John Salt, Ralph Goings, John Kacere, Ben Schonzeit i Audrey Flack, als Estats Units; a França, Jean-Olivier Hucleux; a Alemanya, Gerhard Richter; a Suïssa, Rudolf Häsler; al Regne Unit, Malcolm Morley; a Itàlia, Domenico Gnoli; i a Espanya, Antonio López García.

## Història
L'hiperrealisme té un origen en la tradició pictòrica nord-americana, favorable a la literalitat del trompe-l'oeil, com mostren els quadres de finals del segle xix de William Harnett o John Haberle. A la dècada dels 1920, els pintors del precisionisme ja van treballar amb l'ajuda de fotografies fidelment reproduïdes (com en el cas de Charles Sheela, pintor i fotògraf al mateix temps). Però és innegable que el pop art fou el precursor immediat de l'hiperrealisme, ja que pren la iconografia de la quotidianitat, es manté fidel a la distància del seu enfocament i produeix les mateixes imatges neutres i estàtiques.
Els hiperrealistes mai es van constituir en grup, però sí que van fer exposicions que els van presentar com un estil: La Imatge fotogràfica i 22 Realistes, ambdues en Nova York, a mitjans dels anys seixanta. En aquesta època l'abstracció era la tendència dominant i el realisme estava mal vist, es considerava un art que copiava de fotografies o de la realitat i sense cap interès. No obstant això, artistes com Chuck Close, Malcolm Morley o Richard Estes, van desenvolupar tècniques totalment noves de representació de la realitat, aconseguint resultats a vegades sorprenents.
Chuck Close utilitza la fotografia com a mitjà per fer els seus retrats, que s'aparten totalment del retrat tradicional i s'acosten més cap al cartellístic i suggestiu principi cinematogràfic del primer pla en super-pantalles, cap a la no-distància de la tècnica de la instantànies i cap al gest objectivat de les fotografies clíniques i policials. En la seva obra tracta problemes com la percepció de l'espectador i la focalitat. Close no part de la realitat sinó que l'aborda indirectament a través de la fotografia que projecta sobre el llenç.
Com tots els fotorealistes, no hi ha empremtes de pinzellades i l'artista sembla estar absent, els quadres es cobreixen amb una fina capa de pintura, aplicada amb pistola i pinzell, sent raspada si cal, amb una fulla perquè no quedi cap relleu, cap matèria.
Richard Estes, conegut pels seus quadres d'aparadors i escenes urbanes, utilitza diverses diapositives d'aquest objecte, de manera que en els seus quadres es veu no només l'aparador sinó també el que hi ha dins de la botiga i el que es reflecteix a la plataforma. Els seus llocs públics estan deserts, en una manera d'abstreure la funcionalitat del representat que és típica del fotorealisme.
Don Eddy pinta cotxes i David Parrish motos. El francès Jean Olivier Hucleux pinta cementiris de persones i cementiris de cotxes, en un realisme que és una repetició de la realitat. Ed Ruscha, a cavall entre el pop art i l'hiperrealisme, pinta benzineres, quadres de paraules i fa llibres de fotografies. L'artista Guan Zeju representa l'hiperrealisme xinés.
Altres característiques de l'hiperrealisme són l'exactitud en els detalls, contrastada amb la irrealitat de l'efecte espacial i la capacitat de convertir en temes pictòrics els detalls visuals de la realitat. Aquests pintors exerceixen un alt grau de conceptualisme en representar la diferència entre l'objecte real i la seva imatge pintada: la realitat, traslladat a la tela per mitjà de la càmera fotogràfica, fotografiat mitjançant recursos pictòrics. En utilitzar la fotografia en el procés de la realitat al quadre, la realitat queda trencada i manipulada dues vegades, en el quadre i en la fotografia, d'aquí l'aspecte d'irrealitat que diferencia l'hiperrealsime del realisme tradicional.
Altres artistes nord-americans d'aquesta tendència són Robert Cottingham, John Kacere, Paül Staiger, Robert Bechtle, Richard McLean i Malcolm Morley i John de Andrea.
Alguns artistes que, sense ser específicament hiperrealistes, han utilitzat la fotografia com a mitjà d'expressar la realitat són el francès Christian Boltanski, qui utilitza fotografies d'àlbums familiars d'altres persones que segons les seves pròpies paraules, serien, després d'haver mort, la prova de la seva existència, l'alemany Gerhard Richter, que utilitza fotografies des de 1962 de manera continuada, encara que el seu treball ha explorat pràcticament tots els possibles terrenys de la pintura i no és per tant un hiperrealista pur com els anteriors. L'americà Richard Artschwager porta fotografies d'interiors a una superfície de celotex amb un granulat fi al qual aplica un lleugera mà de pintura blanca i negra.
Pel que fa a l'escultura hiperrealista americana cal destacar Duane Hanson, que reprodueix a mida natural personatges trets de les classes treballadores, i a Segal que utilitza la mateixa tècnica que Hanson: buidatge de guix dels models, farcit dels motlles amb fibra de vidre i polièster, acoblament de les parts i pintat en color carn, la peça acaba vestint amb robes usades. John de Andrea esculpeix nus d'un hiperrealisme tan acusat que semblen persones reals, com Nancy Graves fa amb les seves escultures de camells.
En el cas espanyol, algunes de les figures més rellevants de l'hiperrealisme serien els pintors Antonio López García i Eduardo Naranjo.